# Dylan French
Dylan French (Surrey, 16 de mayo de 1997) es un deportista canadiense que compite en esgrima, especialista en la modalidad de espada. En los Juegos Panamericanos de 2023 obtuvo dos medallas, oro individual y plata por equipos.

## Palmarés internacional
| Juegos Panamericanos | Juegos Panamericanos | Juegos Panamericanos | Juegos Panamericanos |
| Año                  | Lugar                | Medalla              | Prueba               |
| -------------------- | -------------------- | -------------------- | -------------------- |
| 2023                 | Santiago (Chile)     | Medalla de oro       | Espada individual    |
| 2023                 | Santiago (Chile)     | Medalla de plata     | Espada por equipos   |